# Reino de Haití
El Reino de Haití  (en francés: Royaume d'Haïti; en criollo Haitiano: Wayòm an Ayiti) fue un estado establecido por Henri Christophe el 28 de marzo de 1811, cuando fue proclamado rey Henri I, habiendo previamente gobernado como presidente del Estado de Haití. Fue este el segundo intento de establecer una monarquía en el país, después de que Jean-Jacques Dessalines se hubiese convertido en la cúspide del Primer imperio de Haití desde 1804 hasta 1806. Henri nunca pudo gobernar todo Haití, puesto que desde el asesinato de Dessalines el territorio se había dividido entre el Estado de Haití al norte, sobre el que Christophe regía como presidente, y la República de Haití al sur, en la que gobernaba Alexandre Pétion. Como resultado de esta partición, el Reino de Haití ocupaba sólo el territorio del antiguo estado norteño.
Durante su reinado, Henri I levantó 6 castillos, 8 palacios, (incluyendo el palacio Sans-souci y la fortaleza de Citadelle Lafèrriere, construida para proteger al reino de posibles invasiones francesas). Creó también una nobleza nacional, compuesta por 4 príncipes, 8 duques, 22 condes, 37 barones y 14 caballeros.

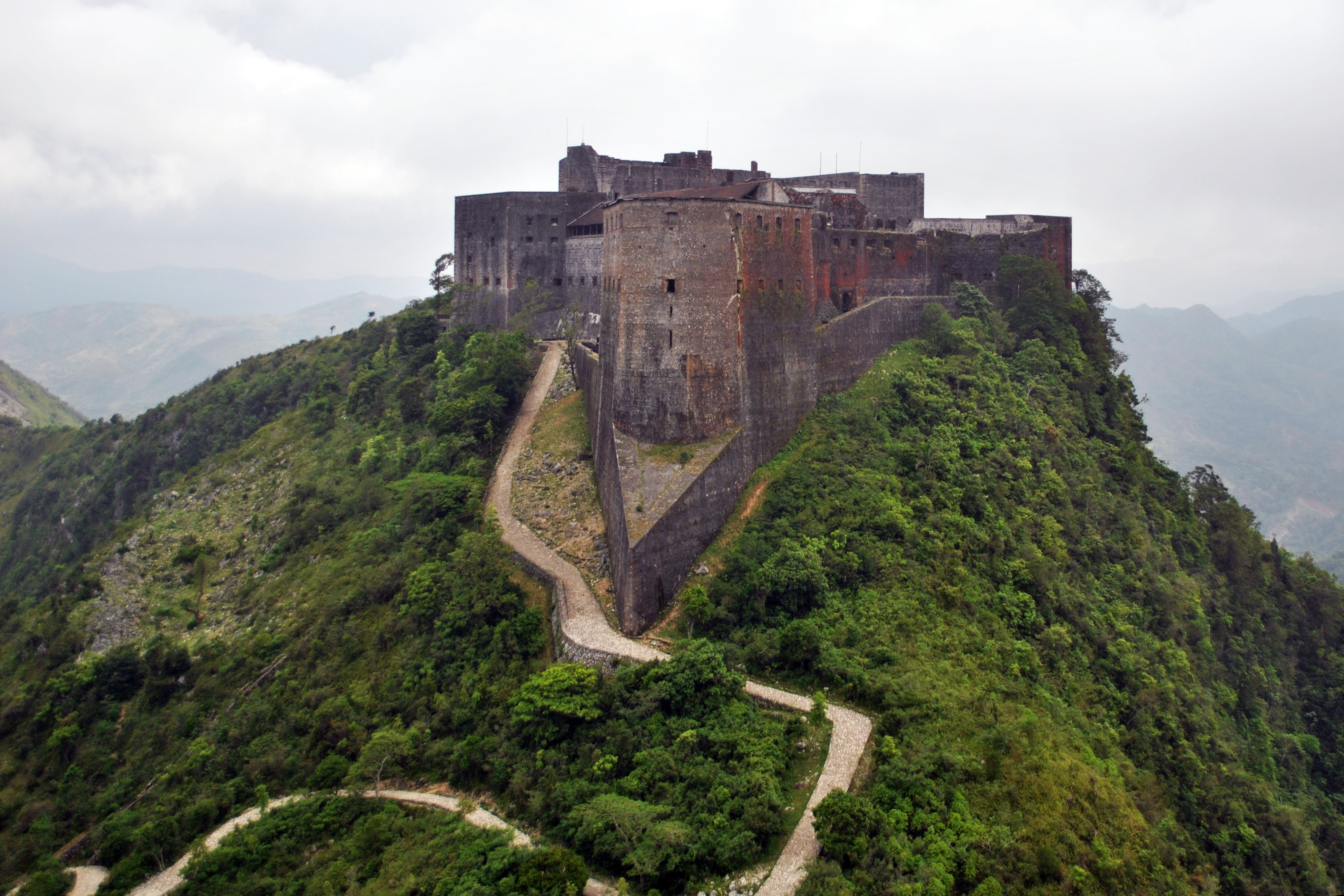
Vista de la ciudadela Laferrière construida bajo el gobierno de Enrique I de Haití.

Después de un golpe y al apoyo a una regla que disminuía su poder, Henri se suicidó el 8 de octubre de 1820, y fue enterrado en la fortaleza de Lafèrriere. Su hijo el príncipe real Víctor Enrique fue asesinado 10 días después por fuerzas revolucionarias en el palacio de Sans-Souci. Después de la muerte de Henri, el reino fue reunificado con la república de Haití y Jean Pierre Boyer asumió como presidente de todo el territorio.

## Historia
De 1791 a 1804, la revolución haitiana contra los colonos franceses hizo estragos. Tras el fracaso de la expedición francesa de 1803, el general Jean-Jacques Dessalines proclamó la independencia de Haití.
El 8 de octubre de 1804, Dessalines fue coronado emperador en Cap-Haïtien con el nombre de Jacques I.
Pero muy pronto, algunos generales, ambiciosos de tomar el poder, organizaron un complot contra el emperador, que finalmente fue asesinado por los hombres del general Alexandre Pétion en una emboscada el 17 de octubre de 1806, en el Pont-Rouge (a la entrada de Puerto Príncipe), traicionado por uno de sus jefes de batallón.
Después, sus generales marcharon sobre la capital, abolieron el Imperio y expulsaron a la familia imperial, que tuvo que exiliarse. Alexandre Pétion proclama la República y se convierte en presidente. Pero otro general, Henri Christophe, se separó y tomó el control del norte de Haití, donde estableció un gobierno separatista, el Estado del Norte.
Presidente de la República del Norte, luego presidente vitalicio y generalísimo, Henri Christophe quiere legitimar su poder como lo había hecho Dessalines restableciendo el imperio. En conflicto con la república sureña de Pétion, consigue, tras varias batallas, asegurar las fronteras de su nuevo estado. Una vez establecida cierta estabilidad, Christophe establece una monarquía constitucional con él como monarca. Se convirtió en rey de Haití el 28 de marzo de 1811, con el nombre de Enrique I. El 2 de junio de 1811 fue coronado por el Gran Arzobispo Jean-Baptiste-Joseph Brelle.

### Conflicto con la República del Sur

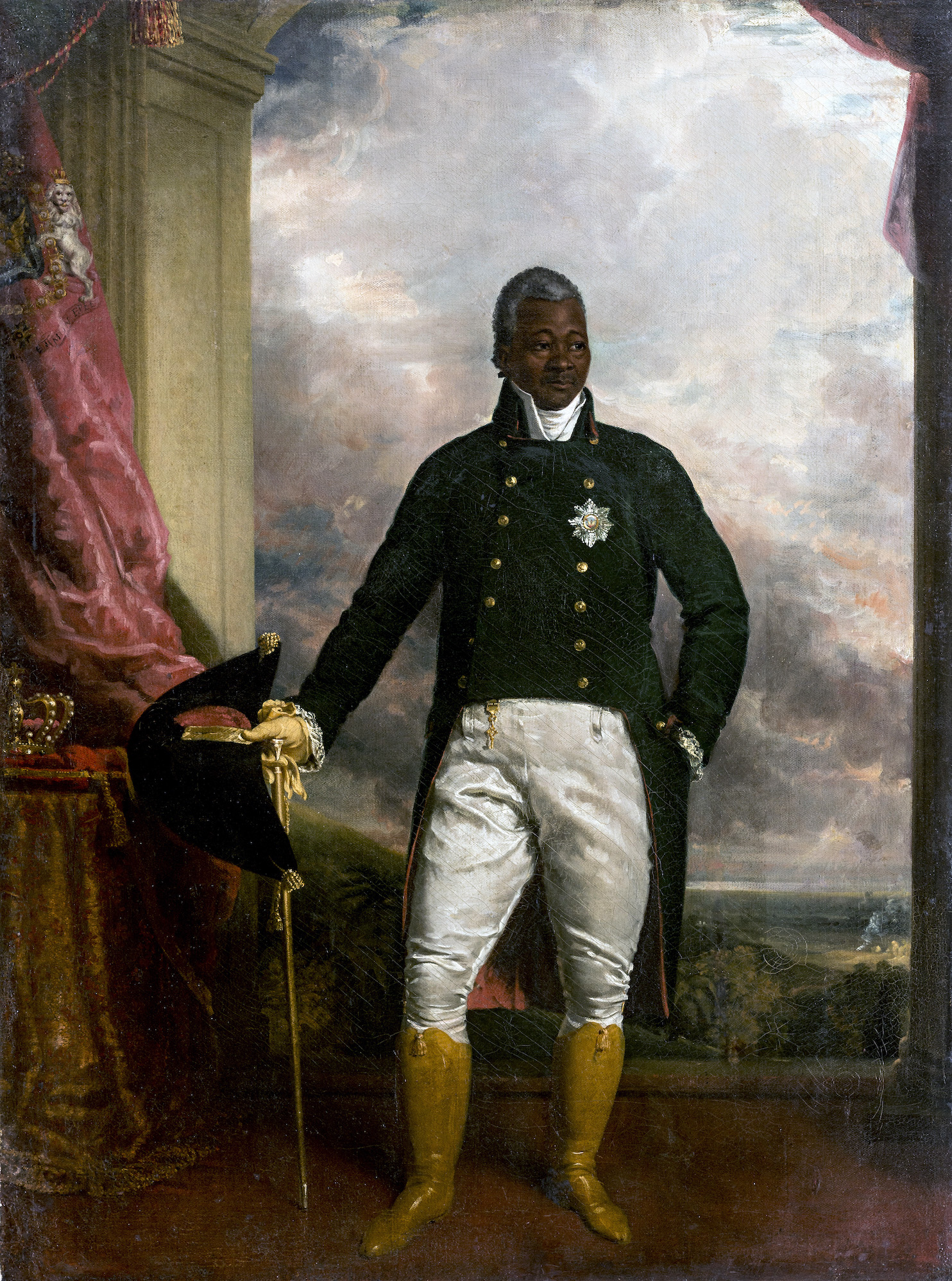
Retrato de Enrique I de Haití en 1816

Desde que se dividió Haití en 1807, surgieron tensiones entre los haitianos del norte y del sur. Esto llevó a una verdadera guerra civil. La tensión con los sureños se intensificó aún más con el establecimiento del reino del Norte. Alexandre Pétion, como presidente de la República del Sur, declaró representar la lucha contra la tiranía, que estaría representada por el rey Enrique. Desde 1807 hasta 1820, ninguno de los dos ejércitos logró cruzar la frontera entre las dos naciones.
En cuanto al rey Enrique, denigra a Pétion declarando que encarna la falsa democracia que enmascara la tiranía, declaración que se confirma cuando Pétion se proclama presidente vitalicio del Sur con derecho a designar a su sucesor.

### La Revolución del Norte

#### Motivos de la revuelta
En 1818, tras la muerte de Pétion, fue su ayudante de campo Jean-Pierre Boyer quien le sucedió al frente del Estado del Sur. El rey Enrique propuso entonces a Boyer unirse a él a cambio del título de mariscal. Pero, como era de esperar, se negó. Incluso envió varios espías a diferentes ciudades del Norte para agitar a la población. Al principio, este intento parece no tener efecto en la población del norte. Pero tras una última batalla librada en la frontera norte-sur, en la que el rey ordenó fusilar a todos los oficiales del sur que estaban prisioneros, las ideas republicanas circulan cada vez más por el reino. Boyer envía entonces a varios grandes oradores del Sur al Norte con el objetivo de hacer nacer un movimiento revolucionario. Además, en 1820, las cosechas son malas y los impuestos aumentan, una situación favorable a las revoluciones.

#### Levantamiento y caída
Durante el verano de 1820, estallaron varios motines en el Norte, y el gobierno puso entonces en marcha una violenta represión. En cuanto al rey, sufrió una apoplejía en agosto de 1820, que le dejó parcialmente paralizado y debilitó considerablemente su salud y perturbó su pensamiento. En septiembre de 1820, estalla una nueva insurrección en Cabo Haitiano, provocando una revuelta casi general en el país. La revolución estalló rápidamente en el Norte, la ciudad más rica del reino, Cabo Haitiano, cayó bajo el control revolucionario. En octubre, los revolucionarios marchan sobre el palacio Sans Souci de Milot. Aquejado de su parálisis y viendo que la situación se le escapaba, el rey se suicidó el 8 de octubre de 1820 disparándose al corazón con una bala de plata durante una misa en una iglesia que él mismo había construido. Está enterrado en la ciudadela de La Ferrière. Tras su muerte, su hijo, el príncipe heredero Víctor-Henry, fue proclamado rey por sus seguidores con el nombre de Enrique II. Pero Milot fue tomado por los insurgentes y el nuevo rey fue ahorcado el 18 de octubre de 1820. La reina María Luisa Coidavid y sus hijas se exilian en Italia. Boyer aprovecha la revolución para enviar su ejército, presente en la frontera, al centro del reino del norte. El 20 de octubre, Boyer se impone por las armas y proclama la adhesión del norte al sur el 26 de octubre siguiente. Finalmente se proclamó presidente vitalicio y luego "jefe supremo" de toda la isla.

### Posteridad
Tras el episodio del reino de Henri Christophe, no surgió ninguna otra verdadera monarquía en Haití, salvo otras expresiones de tipo imperial como el Segundo Imperio de Faustin I. Pero ha habido intentos de restablecer la monarquía como el de Pierre Nord Alexis, nieto del antiguo rey Enrique, que tomó el poder en 1902. Autoritario, multiplicó sus proclamas convirtiéndose en presidente vitalicio e incluso acabó proponiendo una nueva monarquía constitucional con él como rey. Pero este proyecto provocó una última revuelta que se convirtió en una nueva revolución y obligó a Nord Alexis a exiliarse en 1908. Murió dos años después, en 1910, a la edad de 89 años.

## Gobierno

### Comienzos difíciles
En 1811, el Norte se convirtió en una monarquía constitucional y hereditaria. Es ahí donde entra en guerra con el Sur aunque las luchas no vayan más allá de las fronteras.
Al principio, Enrique no era un monarca popular, era visto como un militar ambicioso que se había convertido en un dictador. Además, en enero de 1812, tuvo que enfrentarse a una revuelta de grupos liberales que exigían el establecimiento de un parlamento y una constitución más justa.
Para poner fin a sus problemas, el rey estableció el "Código de Henri", que consistía en un conjunto de leyes y promovía la educación. El Código de Henri establece así una supuesta constitución real que apacigua a los opositores a la monarquía. Además, el rey creó un gabinete compuesto por varios ministros para ayudarle a administrar el reino. La estabilidad volvió entonces al Norte y Enrique fue reconocido como rey por la población norteña.

### Organización del poder
Según el "Código de Enrique", el rey tiene la mayor parte del poder. Sin embargo, está asistido por un gabinete de ministros representado por un canciller nombrado por el rey. Cuando se convirtió en rey, Enrique nombró canciller a Joseph Rouanez, a quien también concedió el título de duque de Morin. Pero Rouanez muere en 1812 y es sustituido por Julien Prévost, que ocupará el cargo de canciller hasta la caída del régimen. Así, el gobierno estaba compuesto por seis ministros, incluido el canciller. Sin embargo, el poder del rey sigue siendo mucho mayor que el del canciller, por lo que el monarca es el verdadero jefe de gobierno, siendo el canciller sólo su asesor personal.

### Sistema de nobleza
Por un edicto del 5 de abril de 1811, el rey Enrique proclamó una clase noble cuyos títulos, ecu y divisas se transmitirían de forma hereditaria. Este sistema de nobleza se inspiró en gran medida en las instituciones británicas, pero muestra cierta influencia francesa porque, al igual que la nobleza napoleónica, por ejemplo, no incluía un marqués o un vizconde. La mayoría de los títulos conferidos corresponden a mayorazgos, en este caso vastos territorios terrestres.

### Trabajo
El rey utilizó el "caporalismo agrario" que promovió para desarrollar la economía de la isla. Como resultado, el Norte se enriqueció más rápido que el Sur. Construyó el palacio Sans Souci en Milot y el palacio Belle-Rivière en Petite Rivière de l'Artibonite, y creó una nobleza que distribuía títulos, pensiones y condecoraciones.

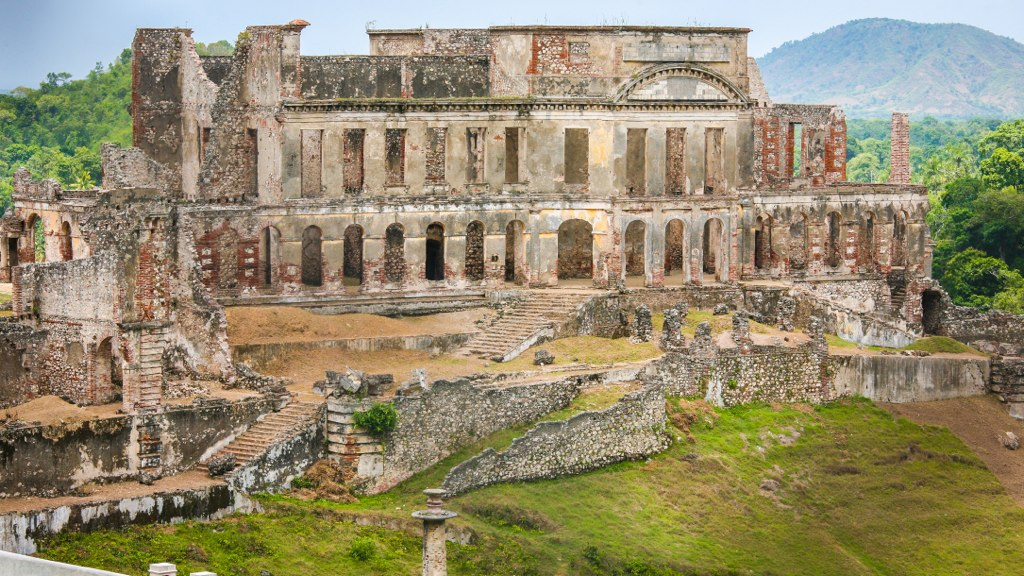
Palacio de Sans-Souci, terminado en 1813

Las obras del palacio Sans Souci finalizaron en 1813. Además del cuerpo principal, se construyó una capilla con una gran cúpula y numerosos anexos: cuarteles, hospital, ministerios, imprenta, ceca, escuela, academia de arte, granja, etc. El rey Enrique, su esposa la reina María Luisa y sus hijos -entre ellos Víctor-Henry Christophe- vivieron en el palacio, junto con su personal y los diversos consejeros y ministros, hasta el 18 de octubre de 1820, fecha en que la monarquía del norte llegó a su fin.
El rey poseía otras diecinueve plantaciones e hizo construir otras residencias y fortalezas en todo su reino, entre ellas la ciudadela de La Ferrière, situada a pocos kilómetros del palacio, y armada con 200 cañones. La situación geográfica de esta residencia real y de la ciudadela se explica estratégicamente: es a la vez central y elevada, oculta y perfectamente autónoma. Permite al soberano controlar su territorio y protegerse de sus enemigos internos y externos, entre ellos los franceses, que no cesarán de querer retomar su antigua colonia, como lo demuestra el intento de desembarco de 1814-1815, ordenado por el rey Luis XVIII.